# Batalla de Langfang
La batalla de Langfang fue una batalla en la Expedición Seymour durante la rebelión de los bóxers, en junio de 1900, en la que participaron tropas imperiales chinas, los musulmanes chinos Bravos de Kansu y Boxers emboscando y derrotando al ejército expedicionario de la Alianza de las Ocho Naciones en su camino a Beijing, empujando a las fuerzas de la Alianza a retirarse a Tientsin (Tianjin). La fuerza de la Alianza en Langfang consistía en alemanes.

## Antecedentes

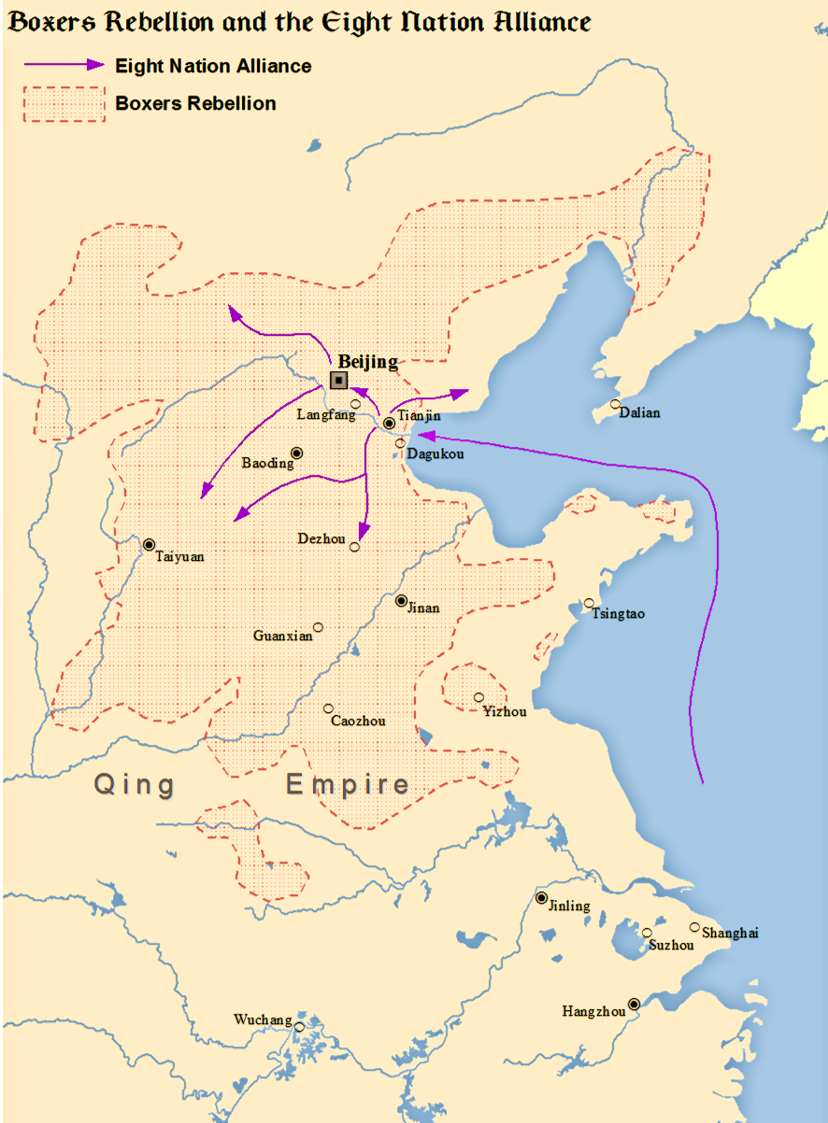
Movimiento de la Alianza de las Ocho Naciones hacia el levantamiento de los bóxers.

El Ejército Imperial Tenaz chino bajo el mando del general Nie Shicheng estaba librando una campaña brutal para reprimir a los bóxers bajo las órdenes del Comandante en Jefe Ronglu. Al mismo tiempo que el general Nie luchaba contra los bóxers (Milicia Unida en Rectitud, Yihetuan), la Alianza de las Ocho Naciones extranjeras lanzó una invasión de China para llegar a las Legaciones en Beijing. La Corte Imperial decidió entonces cambiar su táctica y detener la campaña de represión contra los bóxers y luchar contra los extranjeros en su lugar. Había demasiada mala sangre entre el General Nie y los bóxers para que cooperaran entre sí contra los extranjeros, por lo que en respuesta, la Corte Imperial envió a otro ejército chino, los musulmanes Bravos de Kansu bajo el general antiextranjero Dong Fuxiang luchando junto a los bóxers contra las fuerzas extranjeras de la Alianza de Ocho Naciones.
El 6 de junio de 1900, los bóxers perdieron 480 muertos en una batalla después de tratar de bloquear el paso de las tropas imperiales chinas bajo el mando del general Nie Shicheng en un ferrocarril cerca de Langfang.
En Langfang las fuerzas de la Alianza llegaron el 11 de junio. Sin embargo, sus rutas de retirada habían sido dañadas previamente por el sabotaje de los bóxers.
El 11 y 14 de junio, una gran fuerza de bóixers armados solo con armas cuerpo a cuerpo cargadas directamente contra las tropas de la Alianza en Langfang armadas con rifles y ametralladoras en ataques de olas humanas. Durante los enfrentamientos en Langfang, los bóxers armados con espadas y lanzas cargaron contra los británicos y estadounidenses, que estaban armados con armas. A quemarropa, un soldado británico tuvo que disparar cuatro balas contra un bóxer antes de detenerse, y el capitán estadounidense Bowman McCalla informó que los disparos de un solo rifle no eran suficientes: se necesitaban múltiples disparos de rifle para detener a un bóxer. Solo las ametralladoras fueron efectivas para detener inmediatamente a los bóxers.

## Batalla

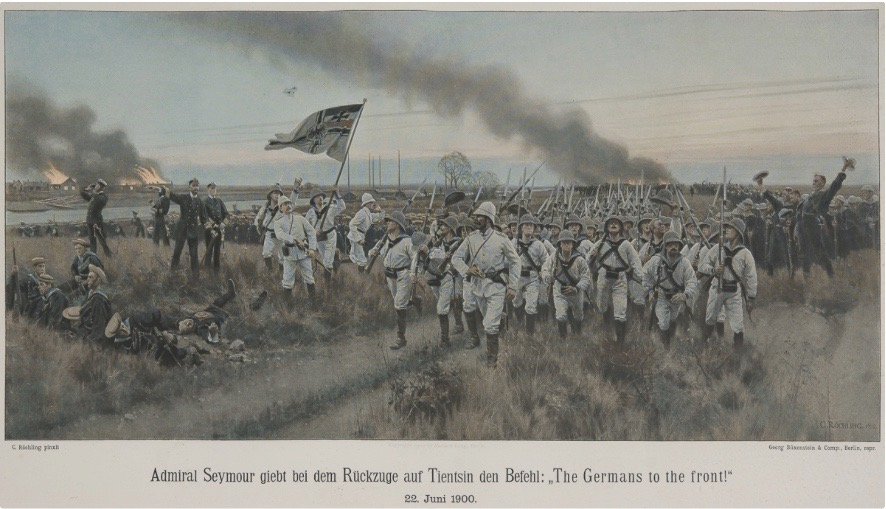
Pintura del pintor alemán Carl Röchling (1855-1920): Los alemanes al frente que representa a las tropas alemanas avanzando durante la rebelión de los bóxers cerca de Tientsin, China, 1900

### Relato chino
El general Dong Fuxiang, junto con sus Bravos musulmanes chinos, se prepararon para emboscar al ejército occidental invasor. El general musulmán Ma Fuxiang y su hermano el general Ma Fulu planearon y dirigieron personalmente el ataque, con un movimiento de pinzas alrededor de la fuerza de la Alianza de las Ocho Naciones. El 18 de junio de 1900, las tropas de Dong Fuxiang, estacionadas en Hunting Park en el sur de Beijing, atacaron en múltiples puntos, incluido Langfang. La fuerza de 5000 incluía hombres de caballería armados con rifles modernos. Lideraron una fuerza de musulmanes Hui, musulmanes Dongxiang y musulmanes Baoan en la emboscada en Langfang con Ma Fulu dirigiendo personalmente una carga de caballería, cortando muchas tropas enemigas con su espada y derrotándolas decisivamente.

### Relato occidental
Los bóxers y el ejército de Dong Fuxiang trabajaron juntos en la emboscada conjunta con los bóxers atacando implacablemente a los Aliados de frente con ataques de olas humanas que mostraban «ningún miedo a la muerte» y se enfrentaban a los Aliados en combate cuerpo a cuerpo y ponían a las tropas Aliadas bajo un severo estrés mental imitando disparos vigorosos con petardos. Sin embargo, los aliados sufrieron la mayor parte de sus pérdidas a manos de las tropas del general Dong, que utilizaron su experiencia y persistencia para participar en asaltos «audaces y persistentes» contra las fuerzas de la Alianza, como recordó el capitán alemán Guido von Usedom y el ala derecha de los alemanes estaba casi a punto de colapsar bajo el ataque hasta que fueron rescatados de Langfang por tropas francesas y británicas. y los Aliados se retiraron de Langfang en trenes llenos de agujeros de bala. Las tropas extranjeras, especialmente los alemanes, lucharon contra el ataque, matando a 400 con una pérdida de siete muertos y 57 heridos. Los Bravos de Kansu perdieron 200 y los bóxers otros 200. Los bóxers cargaron directa e implacablemente contra los aliados durante el ataque, lo que los desconcertó. La necesidad de cuidar a los heridos, la falta de suministros y la probabilidad de ataques chinos adicionales hicieron que Seymour y sus oficiales decidieran retirarse a Tientsin. El inesperado ataque a Seymour por parte del ejército chino fue provocado por un ataque aliado europeo y japonés a los fuertes de Dagu dos días antes. Como resultado del ataque en Dagu, el gobierno chino había decidido resistir al ejército de Seymour y matar o expulsar a todos los extranjeros en el norte de China. El empleo de petardos era parte de las artimañas de guerra.

Frank Craig dibujó una imagen de la batalla de Langfang.
Temprano en la mañana del domingo 17 de junio [1900], una semana después de que hubiéramos comenzado, los fuertes de Taku fueron tomados por las Fuerzas Aliadas para aliviar a Tientsin. Esa ciudad fue investida por los bóxers que comenzaron a bombardearla al día siguiente. De esto, por supuesto, éramos bastante ignorantes. Pero la Corte de Pekín debe haber recibido noticias instantáneas del hecho, ya que en la tarde del 18º capitán von Usedom, el oficial alemán al mando de las tropas que quedaban en Langfang, fue atacado por las fuerzas imperiales pertenecientes a la división del general Tung-fuh-siang. Su número se estimó en 7000 y estaban bien armados con rifles modernos que usaron con efecto, por lo que sufrimos bajas considerables.

—Charles Clive Bigham Mersey (Vizconde), A Year in China, 1899–1900, p. 177.
Luego se enviaron mensajes a Lofa y Langfang, recordando los trenes 2, 3 y 4, el avance por ferrocarril que se encontró impracticable, y el aislamiento y la destrucción separada de los trenes una posibilidad. En la tarde del 18 de junio, el tren 3 regresó de Lofa, y más tarde en la noche los 2 y 4 de Langfang. Este último había sido atacado inesperadamente alrededor de las 2:30 p.m. del 18 de junio, por una fuerza estimada en 5000 hombres, incluida la caballería, gran número de los cuales estaban armados con rifles de cargador del último patrón. Las banderas capturadas mostraban que pertenecían al ejército del general Tung Fu Hsiang, quien comandaba las tropas chinas en el parque de caza en las afueras de Pekín, lo que demuestra que las tropas imperiales chinas estaban siendo empleadas para derrotar a la expedición. Este ejército estaba compuesto por hombres especialmente elegidos, 10 000 efectivos, comandados desde el palacio. Se decía que estaban bien armados, pero perforados con indiferencia.

—Estados Unidos. Oficina del Ayudante General. División de Información Militar, Publicación, Número 33, pág. 528.
El día 17 se enviaron mensajes de vuelta a Lofa y Langfang para retirar los trenes 2, 3 y 4, siendo evidente que el avance por ferrocarril era imposible, y el aislamiento y la destrucción separada de los trenes una posibilidad. El 3 regresó en la tarde del 18 de junio, y por la noche los 2 y 4 de Langfang. El capitán Von Usedom (La Armada de Su Majestad Imperial Alemana), el oficial superior presente con los trenes 2 y 4, informó que habían tenido un severo enfrentamiento con el enemigo, quien inesperadamente los atacó en Langfang a unas 2.30 p.in. ese día (18º) en gran fuerza se estimó que eran 5000 hombres (incluida la caballería), un gran número de los cuales estaban armados con rifles de cargador del último patrón. Las banderas capturadas muestran que pertenecían al ejército del general Tung Fu Hsiang, que comanda las tropas chinas en el Parque de Caza, en las afueras de Pekín, y por lo tanto se supo definitivamente por primera vez que las tropas imperiales chinas estaban siendo empleadas contra nosotros. El ataque se realizó en frente y en ambos flancos, el enemigo vertió un fuerte fuego sobre las fuerzas aliadas que salían a enfrentarse a ellos; fueron expulsados con mucha pérdida, pero cuando vieron que nuestras fuerzas se retiraban hacia los trenes se unieron e hicieron otro ataque; Luego se hizo un alto y los hombres fueron una vez más golpeados con mayor pérdida que antes, y finalmente se retiraron. En esta acción los chinos perdieron más de 400 muertos, las fuerzas aliadas 6 muertos y 48 heridos.

—Envío del almirante Seymour, fechado el 27 de junio de 1900.
La batalla principal parece haber sido la que se libró en Lang Fang el 18 de junio de 1900, la batalla que decidió al Almirante dar marcha atrás. La fuerza aliada aquí consistía solo en aproximadamente un tercio de la expedición, el destacamento británico era suministrado por Endymion, Aurora y Orlando. El enemigo contaba con unos 5000, y no fue hasta después de entre dos y tres horas de duros combates que el ataque fue rechazado. El enemigo sufrió una pérdida de entre 400 y 500, mientras que la pérdida de nuestro lado fue de 58 muertos y heridos. Dos días antes, el almirante había descubierto que sus comunicaciones con Tientsin también habían sido cortadas, que el puente de Yangtsun había sido destruido y que los trenes eran inútiles.}

—The Naval Annual, p. 206.
Fue esta batalla la que llevó a las fuerzas de Seymour a darse cuenta de que el Ejército Imperial Chino se había unido a la lucha junto a los bóxers y jugó un papel en su decisión de retirarse a Tientsin (Tianjin).

## Consecuencias
Cerca de finales de junio, los bóxers locales (no afiliados a los bóxers de Hebei) cobraron la concesión británica en Tianjin, sin haber aprendido la lección de la fallida ofensa mística de otros boxeadores. Nie Shicheng, que odiaba vehementemente a las turbas amotinadas, estaba cerca con su ejército. Se mantuvieron al margen mientras se libraba la batalla. Cuando los bóxers finalmente se retiraron de las fuerzas de la Alianza bajo la presión de las ametralladoras pesadas, Nie Shicheng ordenó a los soldados del Cuerpo Wuwei, irónicamente equipados con ametralladoras británicas también, que rociaran su fuego contra los bóxers en retirada, prácticamente aniquilando a la gran multitud. Dio la justificación de «disparar a todos los desertores». Entonces Nie finalmente llevó a su ejército a la batalla contra las fuerzas de la Alianza, pero no pudo ocupar las concesiones.
Como consecuencia, en julio, Nie recibió varios disparos al mutinying nuevos reclutas en su ejército que simpatizaban con los bóxers. Poco después murió bajo el fuego de cañón de las tropas aliadas; algunos afirman que esto fue un suicidio, ya que había desafiado las órdenes de los funcionarios pro-bóxers en la corte imperial; mientras que otros lo consideran una muerte militar heroica.